# Межа бажань
Межа бажань (рос. Предел желаний) — радянський художній фільм 1982 року, знятий на Кіностудії ім. М. Горького.

## Сюжет
Віра, вихователька дитячого саду, задоволена своєю роботою. Це здається незрозумілим нареченому Віри Анатолію і багатьом її знайомим. Але вона щиро любить дітей і цілком щаслива.

## У ролях
- Марина Яковлєва — Віра Анікіна, вихователька дитячого саду
- Олексій Любимов — Альоша
- Ольга Аросєва — Ольга Олександрівна, бабуся Альоші
- Тетяна Бондаренко — мама Альоші
- Віталій Максимов — Григорій Павлович, тато Альоші
- Тетяна Рудіна — Інна Чумакова, подруга
- Володимир Шихов — Анатолій, колишній прапорщик, наречений
- Володимир Портнов — психолог, тато Анюти
- Андрій Галушко — Віктор Ларіонов, електрик
- Василь Федоров — Інокентій Кутузов, дільничний міліціонер
- Лідія Федосеєва-Шукшина — Зоя Сергіївна, завідувачка дитячого садка
- Валентина Владимирова — жінка в електричці, яка працює в ресторані
- Галина Булкіна — Ольга Миколаївна, мати Павлика
- Римма Маркова — тітка Аня Білетова
- Раїса Рязанова — Рая
- Володимир Толубєєв — дитина

## Знімальна група
- Режисер — Павло Любимов
- Сценарист — Олександр Міндадзе
- Оператор — Анатолій Гришко
- Композитор — Олександр Журбін
- Художник — Семен Веледницький